# Komkommerpitprijs
De Komkommerpitprijs (Papiaments: Premio Pipita di Kònkòmber) is een jaarlijkse prijs voor cultuur, kunst en literatuur in Bonaire. 
De prijs gaat naar de persoon of organisatie die zich verdienstelijk heeft gemaakt op cultureel, artistiek of literair gebied en meer in het bijzonder voor de Papiamentse taal in Bonaire. De naam van de prijs gaat terug op een bekende uitdrukking in het Papiaments: pipita di kònkòmber na bok'i mucha ta hende grandi a but'e (letterlijk: een komkommerpitje in de mond van een klein kind is daar door een volwassene ingestopt, ofwel: een klein kind herhaalt wat het volwassenen hoort zeggen).
De prijs werd ingesteld door de commissie Arte di Palabra Bonaire (ADPB) in samenwerking met het eilandbestuur, sectie cultuur, kunst en literatuur (SKAL), en werd voor het eerst uitgereikt in 2017. Drie jaren op rij is de winnaar van de Komkommerpitprijs door de commissie ADPB tevens gekozen tot winnaar voor Bonaire van de Tapushi Literario-prijs.

## Winnaars
- 2017 - Rudy Domacassé, schrijver en dichter, voor zijn bijdrage aan de Papiamentse taal
- 2018 - Bonaire Youth Outreach Foundation voor organisatie van de jongerenwoordkunstwedstrijd (Arte di Palabra)
- 2019 - Ubaldo Anthony, songwriter en dichter, voor zijn liedteksten en gedichten
- 2020 - Denise de Jongh-Rekwest, kinderboekenschrijver, voor haar gebruik van de Papiamentse taal en spelling
- 2021 - Julia (Tica) Nicolaas, dichteres, voor haar bijdrage aan het gebruik van de Papiamentse taal